# Observatoire de Lyon
Das Observatoire de Lyon (deutsch Observatorium von Lyon oder Lyon-Observatorium) ist ein professionelles astronomisches Observatorium, dessen historischer Standort sich in Saint-Genis-Laval in der Nähe von Lyon befindet. Es wurde 1878 per Dekret von Präsident Mac Mahon und vom Astronomen Charles Louis François André (1842–1912) gegründet.
Heute ist es ein Observatorium für die Wissenschaften des Universums sowie eine interne Schule der Universität Claude Bernard, das Zentrum für Astrophysikalische Forschung von Lyon (Centre de recherche astrophysique de Lyon, CRAL) und das Labor für Geologie von Lyon: Erde, Planeten, Umwelt (Laboratoire de géologie de Lyon : Terre, planètes, environnement, LGL-TPE) umfasst. Die Räumlichkeiten des Observatoriums befinden sich am historischen Standort Saint-Genis-Laval sowie auf den Universitätsgelände von La Doua und Gerland. In den Anfangsjahren erbrachte das Observatorium neben seinen Himmelsbeobachtungen auch einen Zeitdienst für die Stadt Lyon sowie meteorologische Messungen. Im Laufe des 20. Jahrhunderts untersuchten die dort tätigen Astronomen verschiedene Forschungsgebiete wie veränderliche Sterne, Kometen und die obere Atmosphäre. Zu den Forschern, die am Lyon-Observatoriums einander folgten, zählen insbesondere Jean Dufay, François Gonnessiat, Émile Marchand, Michel Luizet, Marie Bloch, Agop Terzan, Roland Bacon und Hélène Courtois. Der IAU Code ist 513.
Seit den 1980er-Jahren wird von der historischen Stätte aus keine direkte Himmelsbeobachtung zu Forschungszwecken mehr durchgeführt, insbesondere aufgrund der Lichtverschmutzung in der Metropole Lyon. Die Aktivitäten von CRAL konzentrieren sich nun hauptsächlich auf Grundlagenforschung und Instrumentierung: Es leitete insbesondere die Entwicklung von MUSE, einem Weitfeld-3D-Spektrographen, der seit 2014 das Very Large Telescope ausstattet. Das LGL-TPE nimmt seinerseits an mehreren Mars-Erkundungsmissionen teil, beispielsweise am ExoMars-Programm der Europäischen Weltraumorganisation.
Seit dem 21. April 2008 steht das Äquatorialteleskop des Observatoriums, das letzte noch im Originalzustand der Welt, unter Denkmalschutz. Der Rest des Standorts Saint-Genis-Laval und seine Instrumente waren bereits seit dem 9. Mai 2007 Gegenstand der Registrierung.

## Geschichte

### Erste Sternwarten in Lyon

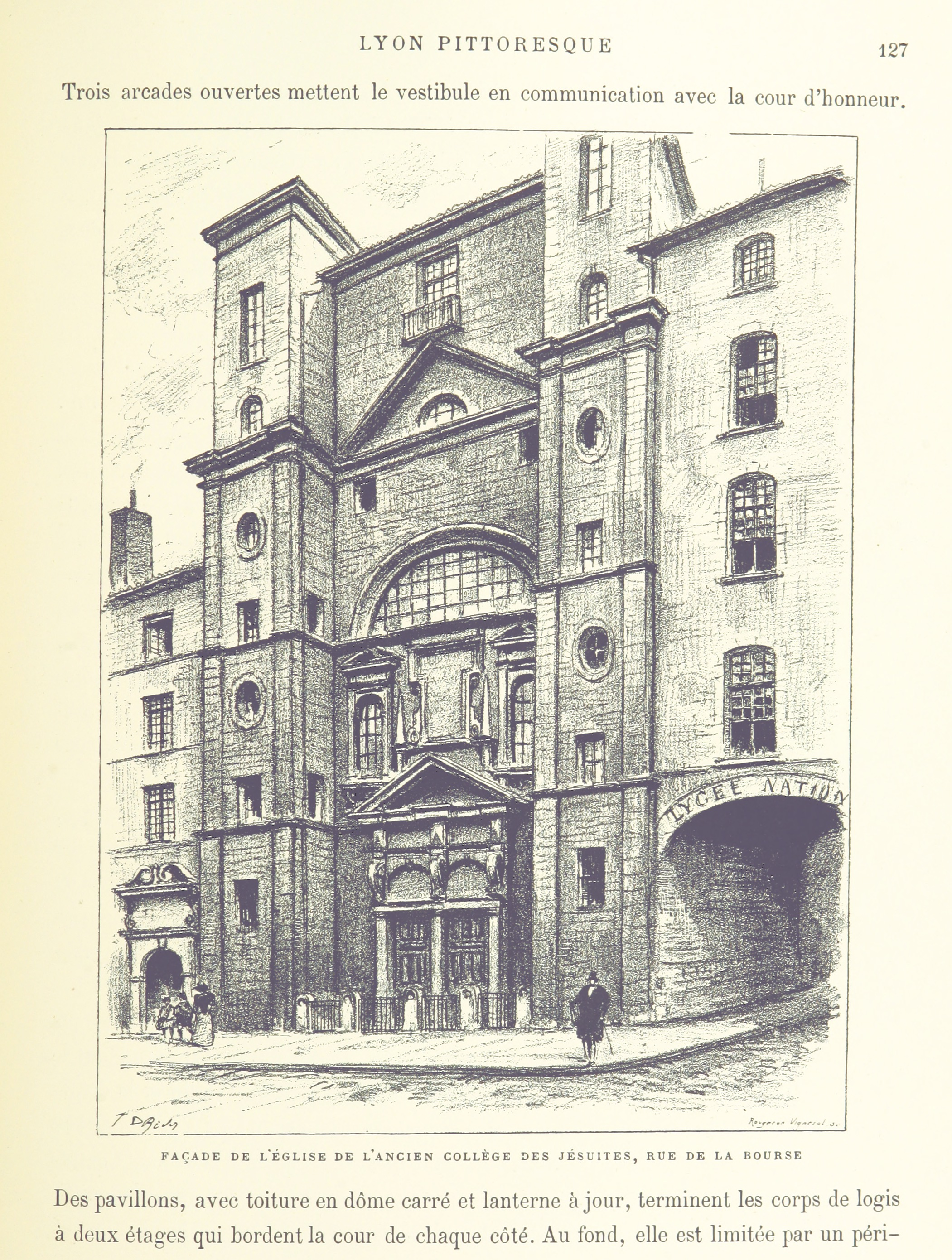
Illustration von Joannès Drevet um 1896 der Fassade der Chapelle de la Trinité, in deren oberster Etage sich das Observatorium befindet.

Im Jahr 1604 wurde am Jesuitenkolleg Trinity ein Lehrstuhl für Mathematik gegründet, zu dessen Bestandteilen auch Astronomie gehörte. Honoré Fabri hatte diesen Lehrstuhl von 1640 bis 1646 inne und später bildete sich eine kleine wissenschaftliche Gemeinschaft um die Patres Gabriel Mouton und Claude François Milliet Dechales. Allerdings gab es während eines Großteils des 17. Jahrhunderts nur wenige astronomische Beobachtungen.
Das Observatorium selbst wurde 1702 auf Initiative von Jean de Saint-Bonnet gegründet, dem damaligen Mathematikprofessor, Gründungsmitglied der Akademie der Wissenschaften, Belletristik und Künste von Lyon und Korrespondent von Giovanni Domenico Cassini. Dieses neue Gebäude, das auf der Spitze der Chapelle de la Trinité errichtet wurde, ist für den Unterricht und die Durchführung geographischer Messungen, insbesondere der Längengrade, bestimmt. Leider starb Saint-Bonnet während der Arbeiten, als er von einem Gerüst stürzte, und das Observatorium wurde nach seiner Fertigstellung kaum noch genutzt.
Erst mit der Ankunft von Laurent Béraud im Jahr 1740 wurde das Observatorium richtig aktiv und erlangte eine gewisse Berühmtheit. Um Béraud, der offiziell der erste Direktor des Observatoriums wurde, und seine Schüler Jérôme Lalande und Charles Bossut bildete sich eine neue kleine Gemeinschaft, doch diese Zeit der Aufregung war nur von kurzer Dauer. Im Jahr 1762 wurden die Jesuiten aus dem Königreich verbannt und verließen das Observatorium mit seinen Instrumenten, was es erneut in Lethargie versetzte, bevor es im Oktober 1793 während der Belagerung von Lyon weitgehend zerstört wurde. Die Restaurierungsarbeiten begannen erst 1817 und dauerten drei Jahre. Ein neuer Direktor, François Clerc, Mitarbeiter von André-Marie Ampère, wird ernannt, aber es gelingt ihm nicht, die Forschungsaktivitäten des Observatoriums wiederzubeleben, da seine Lage im Stadtzentrum es ihm nicht mehr ermöglicht, mit anderen europäischen Observatorien zu konkurrieren.
Im Jahr 1834, als die Fakultät für Naturwissenschaften in Lyon gegründet wurde, fiel die Leitung des Observatoriums an den Inhaber des Lehrstuhls für Astronomie. Auguste Bravais, Charles Briot und dann Jean Frédéric Frenet folgten Clerc nach, es konnten jedoch nur meteorologische Messungen durchgeführt werden. In den 1860er Jahren zog das Observatorium in einen neuen Anbau des Palais Saint-Pierre um, was jede andere Forschungsarbeit als die Meteorologie unmöglich machte.
Im Jahr 1830 begann Adolphe Gouhenant, der einige Jahre später von Étienne Cabet ausgewählt wurde, die ersten ikarischen Siedler nach Texas zu führen, auf den Höhen von Fourvière einen Aussichtsturm zu errichten. Ohne Bezug zum damals von François Clerc geleiteten Lyon-Observatorium handelt es sich um einen vierstöckigen Tempel der Künste und Wissenschaften, der künstlerische Ausstellungsräume sowie ein astronomisches und terrestrisches Observatorium umfasst. Er wurde von Jean-Marie Pollet nach dem Vorbild des Turms der Winde in Athen entworfen. Gouhenant verschuldete sich während dieses Projekts erheblich: Im Januar 1833 ging er bankrott und der Turm wurde verkauft. 1857 kaufte der Klerus es und entfernte die letzten beiden Stockwerke, sodass die Fourvière-Kapelle wieder das höchste Gebäude auf dem Hügel war.

### Gründung des Lyon-Observatoriums

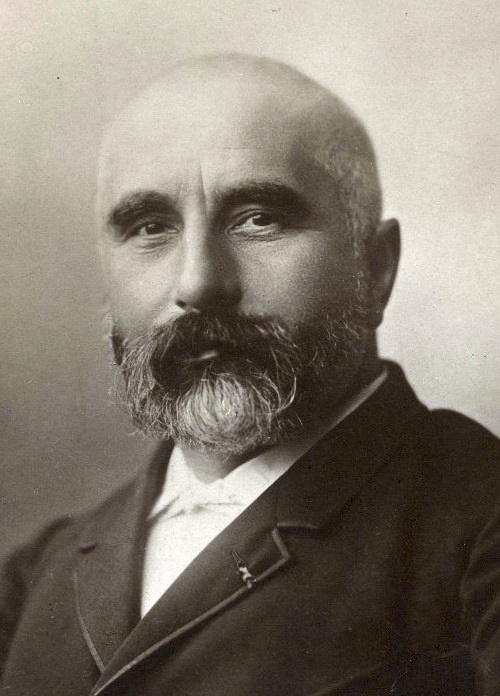
Charles Louis François André, Gründer des Lyon-Observatoriums

Ab den 1840er Jahren wollte sich die Stadt Lyon mit einem neuen meteorologischen Observatorium ausstatten, um große Überschwemmungen wie die von 1840 und 1856, die Hunderte von Lehmgebäude im Stadtzentrum zerstörten, vorhersehen zu können. Dieses Projekt entwickelte sich jedoch langsam und die Appelle von Urbain Le Verrier, dem Direktor des Pariser Observatoriums, im Jahr 1863 und von Claude Jourdan, dem Dekan der Fakultät für Naturwissenschaften in Lyon, im Jahr 1867 änderten nichts. Der Gemeinderat stimmte erst im Januar 1868 für die Einstellung eines neuen Direktors der bestehenden Sternwarte: Antoine-Adrien Lafon. Es war die Niederlage im Deutsch-Französischen Krieg von 1870, die die Regierung dazu veranlasste, sich vom dezentralen deutschen Modell inspirieren zu lassen, um Provinzfakultäten aufzubauen und Frankreich wissenschaftlich wiederherzustellen. Am 13. Februar 1873 leitete ein Erlass über staatliche Observatorien die Schaffung eines Netzwerks provinzieller Observatorien ein. Zwei Tage später beriet der Stadtrat von Lyon über die Schaffung eines neuen Observatoriums.
Um den Standort dieser neuen Einrichtung zu wählen, schlug der antiklerikale Bürgermeister Désiré Barodet eine Sonderkommission aus kompetenten Männern vor, die jedoch aufgrund der Abschaffung des zentralen Rathauses nicht zusammentreten konnte. Der konservative Präfekt Ducros bildete daraufhin eine neue Kommission, der Lafon, der Historiker Antoine Dareste de La Chavanne und der Chefarchitekt der Stadt, Abraham Hirsch, angehörten. Diese Kommission wählte im Februar 1874 einstimmig einen Standort in der Gemeinde Sainte-Foy-lès-Lyon.
Am 11. November 1876 wurde Charles Louis François André, ehemaliger stellvertretender Astronom am Pariser Observatorium und Inhaber des Lehrstuhls für physikalische Astronomie an der Fakultät von Lyon, zum Direktor des künftigen Observatoriums ernannt. Diese Ernennung geht zu Lasten von Lafon, der jedoch weiterhin für die meteorologischen Messungen verantwortlich bleibt.
Charles André ignorierte die Arbeit der Kommission und schlug im Mai 1877 den Bau des Observatoriums auf dem Beauregard-Hügel in Saint-Genis-Laval vor. Diese neue Wahl ist umstritten, da einige Lyoner darin eine Intervention des Pariser Observatoriums sehen. André schrieb einen sehr detaillierten Bericht über diesen neuen Standort und begründete seine Wahl mit der Möglichkeit, Fernsichtgeräte (am Mont Verdun und am Signal de la Paume) zu installieren, und dass es angemessen ist, das Observatorium so zu errichten, dass die Lichter und der Rauch der Zivilisation es in absehbarer Zeit nicht behindern kann. Der Standort wurde tatsächlich mit Unterstützung von General François Perrier vom Bureau des Longitudes ausgewählt: Geodäten sind bereits auf dem Hügel anwesend und möchten die Einrichtungen des neuen Observatoriums nutzen. Dieser neue Standort wurde am 19. Juli 1877 von der Kommission genehmigt.
Das Observatorium von Lyon wurde offiziell per Dekret am 11. März 1878 von Präsident Patrice de Mac Mahon genehmigt, gleichzeitig mit denen von Besançon und Bordeaux.
Die meisten Gebäude wurden zwischen 1880 und 1887 unter der Leitung von Hirsch erbaut, der gleichzeitig eine Kampagne zur Restaurierung der Chapelle de la Trinité leitete und dabei einen Teil des alten Observatoriums entfernte. Hirsch und André besuchten gemeinsam die Observatorien von Straßburg, Paris und Meudon, um sich insbesondere von der Architektur der Kuppeln inspirieren zu lassen. Außerdem wurden zwei meteorologische Stationen am Mont Verdun und im Parc de la Tête d’Or (heute die Lambert-Farm, die der Botanik gewidmet ist) errichtet, um Vergleiche mit den in Saint-Genis-Laval gesammelten Daten durchzuführen.

### Erste astronomische Beobachtungen

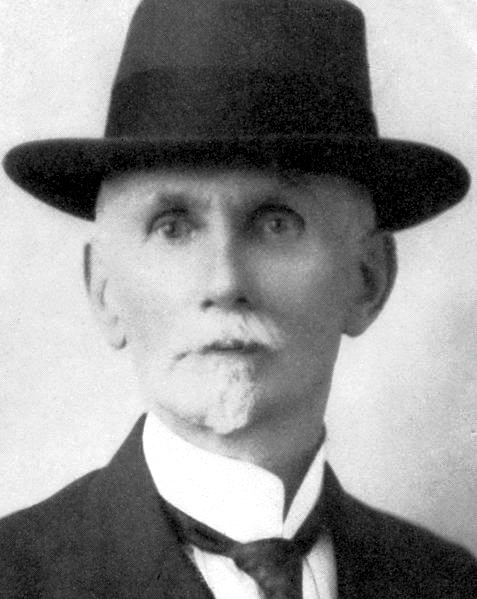
François Gonnessiat, erster französischer Astronom, der die Chandler-Oszillation entdeckte

Die Installation der Instrumente in Saint-Genis-Laval und die ersten Beobachtungen wurden 1880 durchgeführt, insbesondere durch François Gonnessiat, Émile Marchand, Michel Luizet und Georges Le Cadet. Tatsächlich stellte Charles André schnell die Autorität von Paris in Frage, die ihm in der Hauptstadt ausgebildete Astronomen aufzwingen wollte, indem er junge Studenten aus Lyon anheuerte: Gonnessiat, verantwortlich für Meridianbeobachtungen, stammte beispielsweise aus einer bescheidenen Familie von Ain. Die ersten Arbeiten des jungen Observatoriums beschäftigen sich unter anderem mit Doppelsternen, Kometen, der Sonnenoberfläche, Meteorologie, dem Erdmagnetfeld und der Atmosphärenelektrizität.
Ab 1880 leistete das Observatorium einen Zeitdienst für die Stadt Lyon: Es war für die Bestimmung der Stadtzeit anhand von Meridianbeobachtungen zuständig. Dieser Dienst wurde bis 1911 angeboten, als die Pariser Zeit zur Zeit auf dem französischen Festland wurde.
Das neue Lyon-Observatorium wurde am 18. Dezember 1887 von Bürgermeister Antoine Gailleton offiziell eingeweiht.
Im Jahr 1888 wies Émile Marchand als Erster einen Zusammenhang zwischen Sonnenflecken und Störungen im Erdmagnetfeld nach. Ein weiteres wichtiges Ergebnis wurde 1894 erzielt: Gonnessiat veröffentlichte zwei Artikel, die die Schwingungen der Erdrotationsachse bestätigten, die einige Jahre zuvor vom Amerikaner Seth Carlo Chandler hervorgehoben wurden. Diese Veröffentlichungen haben internationale Bedeutung, da es sich um das erste Mal handelt, dass diese Schwingungen in Frankreich beobachtet wurden, wo Astronomen besonders zurückhaltend gegenüber Chandlers Konzepten waren. Im selben Jahr mussten die Forscher ihre Arbeiten zum Erdmagnetismus, die sie in einem Pavillon ohne Eisen abseits von anderen Gebäuden durchführten, aufgeben: Eine neue Straßenbahnlinie, die in der Nähe des Observatoriums vorbeifuhr, verfälschte die Messungen.
Charles André starb plötzlich im Jahr 1912 und wurde durch Jean Mascart (Sohn des Physikers Éleuthère Mascart) ersetzt. Mascart, Inhaber eines Lehrstuhls für Astronomie und Professor für Integralrechnung, war ein Verfechter der Bildung von Mädchen und rekrutierte mehrere junge Frauen unter seinen Schülerinnen am Observatorium, darunter Marie Bloch. Im August 1913 brachte Mascart das Bulletin de l'observatoire de Lyon heraus, eine persönliche Veröffentlichung für die breite Öffentlichkeit, die sich zunächst hauptsächlich mit Meteorologie (einschließlich Vorhersagen für den Monat) und Landwirtschaft, aber wenig mit Astronomie befasste. Die Veröffentlichung wurde durch den Ersten Weltkrieg im Juli 1914 eingestellt und 1920 wieder aufgenommen. Seine ab Juli 1925 monatlich erscheinende Bibliographie rapide hatte bei der Fachwelt einen gewissen Erfolg. Im Dezember 1931 wird es endgültig eingestellt.
Im Jahr 1920 wurde das Nationale Meteorologische Büro gegründet, was dazu führte, dass das Observatorium 1921 seinen meteorologischen Dienst zugunsten der Station Bron einschränkte. Im letzten Jahr wurde auch das Institut de physique du globe de Paris gegründet, was die Forschung des Observatoriums auf den Gebieten Magnetismus und atmosphärische Elektrizität einschränkte.
Eines der Hauptforschungsthemen des Observatoriums in den ersten Jahrzehnten war die Beobachtung veränderlicher Sterne: Ab 1897 maß Michel Luizet regelmäßig deren Größe. Allerdings ist die Anzahl der Sterne so groß, dass Forscher Amateurastronomen in der Region um Hilfe bitten. Vor diesem Hintergrund wurde 1921 die Französische Vereinigung der Beobachter veränderlicher Sterne gegründet. Die Beobachtungen der Amateure wurden im Bulletin des Lyon-Observatoriums und ab 1932 im Bulletin der Französischen Vereinigung der Beobachter veränderlicher Sterne veröffentlicht.

### Modernisierung der Forschung

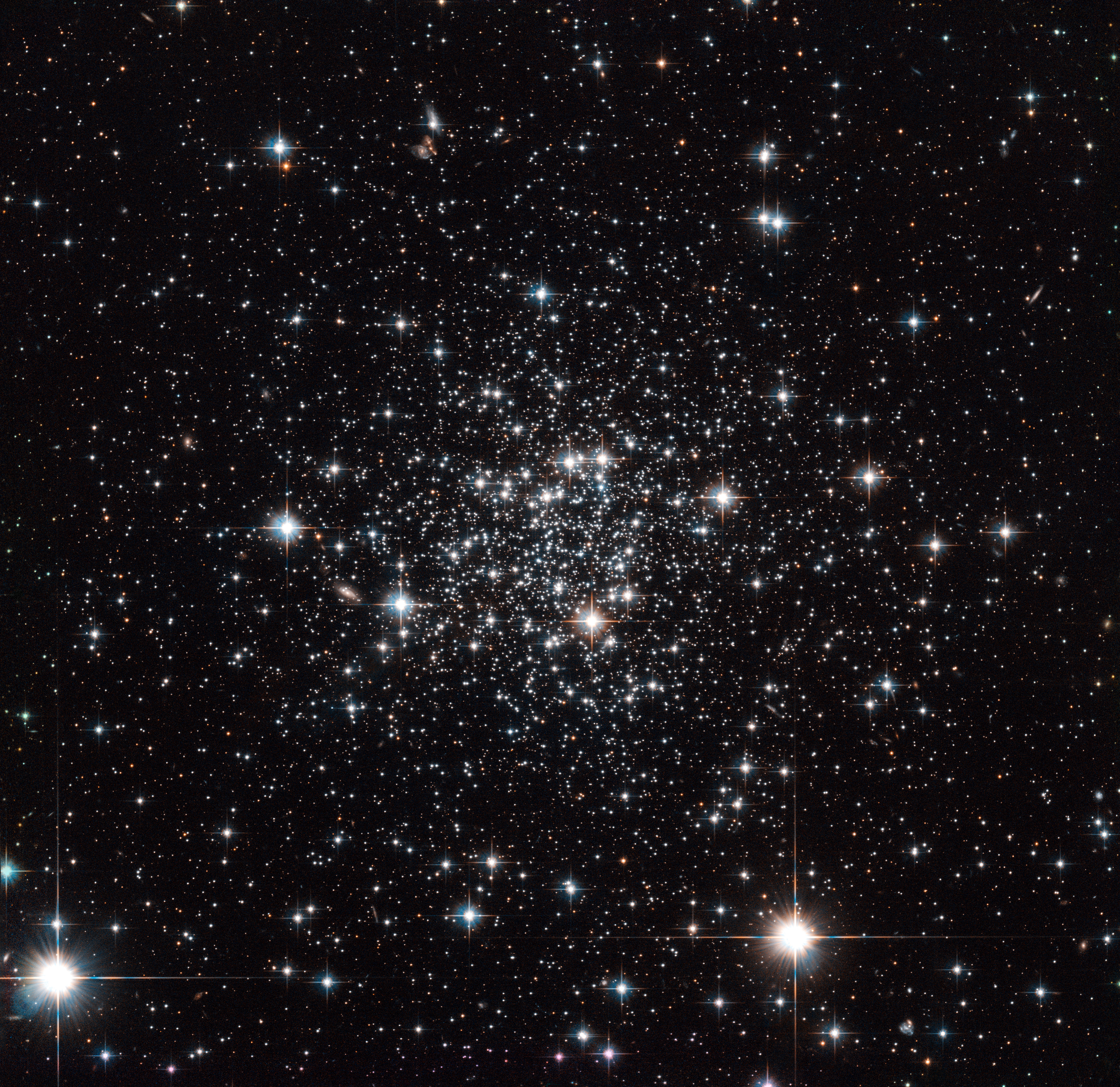
Terzan 7, einer der Kugelsternhaufen, der von Agop Terzan am Lyon-Observatorium entdeckt wurde.

Das Amt von Jean Dufay (1933–1966) als Direktor markiert den Übergang von der traditionellen Astronomie, die sich vor etwas mehr als fünfzig Jahren entwickelt hatte, zur moderneren Astrophysik. Zu diesem Zeitpunkt verfügte das Observatorium neben Praktikanten und zahlreichen kleinen Händen, hauptsächlich weiblichen, nur über sechs feste Mitarbeiter. Anschließend wurden jedes Jahr etwa dreißig wissenschaftliche Artikel zu Themen wie veränderliche Sterne, Sternphotometrie, Spektroskopie von Kometen und der Sonne, Licht am Nachthimmel, Klimatologie und Geophysik veröffentlicht. Meridianbeobachtungen, meteorologische Untersuchungen und das Verfassen von Sternenkatalogen wurden jedoch während Dufays Amtszeit allmählich eingeschränkt.
1934 beobachteten Jean Dufay und Marie Bloch erstmals die Absorptionsbanden von Dicyan im Spektrum von DQ Herculis. Dieses Ergebnis ermutigt Astronomen, diese neue Dynamik des Observatoriums weiterzuverfolgen.
Im Jahr 1939 wurde das Observatorium von den Ereignissen des Zweiten Weltkriegs heimgesucht. Nur Marie Bloch, jüdischer Abstammung, musste ihren Posten aufgeben, doch die Aktivitäten der Forscher wurden offiziell auf Probleme im Zusammenhang mit der Flugsicherung umgelenkt. Am 17. Juni 1940 wurden die Instrumente abgebaut und das Personal verließ Saint-Genis-Laval auf Befehl des neuen CNRS nach Bordeaux. Das Gelände war vom 19. bis 23. Juni von deutschen Truppen besetzt, es wurden jedoch nur wenige Dokumente und kleine Instrumente gestohlen. Im Juli kehrten die Mitarbeiter nach Saint-Genis-Laval zurück. Die Wiederaufnahme der wissenschaftlichen Arbeit war aufgrund von Versorgungsproblemen und fehlenden Nachrichten ausländischer Observatorien schwierig. Nach der Landung in der Provence wurde die Situation erneut sehr heikel: 120 Gefangene wurden in der Festung Côte-Lorette, nur wenige hundert Meter vom Observatorium entfernt, massakriert, und in der Nähe kam es zu Kämpfen zwischen der Maquis und deutschen Soldaten. Nach Kriegsende konnten die wissenschaftlichen Aktivitäten dank der Zusammenarbeit mit dem Observatorium Haute-Provence, dessen Direktor Dufay auch war, relativ schnell wieder aufgenommen werden.
Bis zum Ende der 1970er Jahre profitierte das Observatorium von einer Aufstockung seines Budgets, die es ihm ermöglichte, neue Mitarbeiter einzustellen und technologische Weiterentwicklungen durchzuführen. Besonders bekannt wurde es auf dem Gebiet der Spektroskopie und für seine Arbeiten in der Photometrie und Spektrophotometrie, die sich mit der Sternentstehung, dem galaktischen Zentrum, der Struktur von Galaxien, der Klassifizierung von Nebeln und später dank der ersten großen Teleskope mit der extragalaktischen Umgebung befassten. Der Astronom Agop Terzan beispielsweise entdeckte während seiner 30-jährigen Karriere in Lyon mehrere tausend neue Himmelsobjekte.
1974 erwarb das Observatorium ein ein Meter großes Ritchey-Chrétien-Teleskop für photometrische Studien, doch die Lichtverschmutzung in der Metropole Lyon wurde zu groß, um astronomische Beobachtungen zu Forschungszwecken durchzuführen.
1976 wurde Guy Monnet Direktor der Sternwarte. Er gründete ein Team, das sich der Erforschung der Kinematik von Sternen und Galaxien widmete. 1987 stellte das Observatorium in Zusammenarbeit mit dem Marseille-Observatorium TIGRE fertig, den ersten Integralfeldspektrographen, der die gleichzeitige Beobachtung und Analyse von Galaxien ermöglicht. Das Observatorium entwickelt außerdem CÉDIMU, eine Infrarotkamera, die mithilfe eines Mosaiks aus 4000 Sensoren Braune Zwerge untersuchen soll.

### Gründung desCentre de recherche astrophysique de Lyon

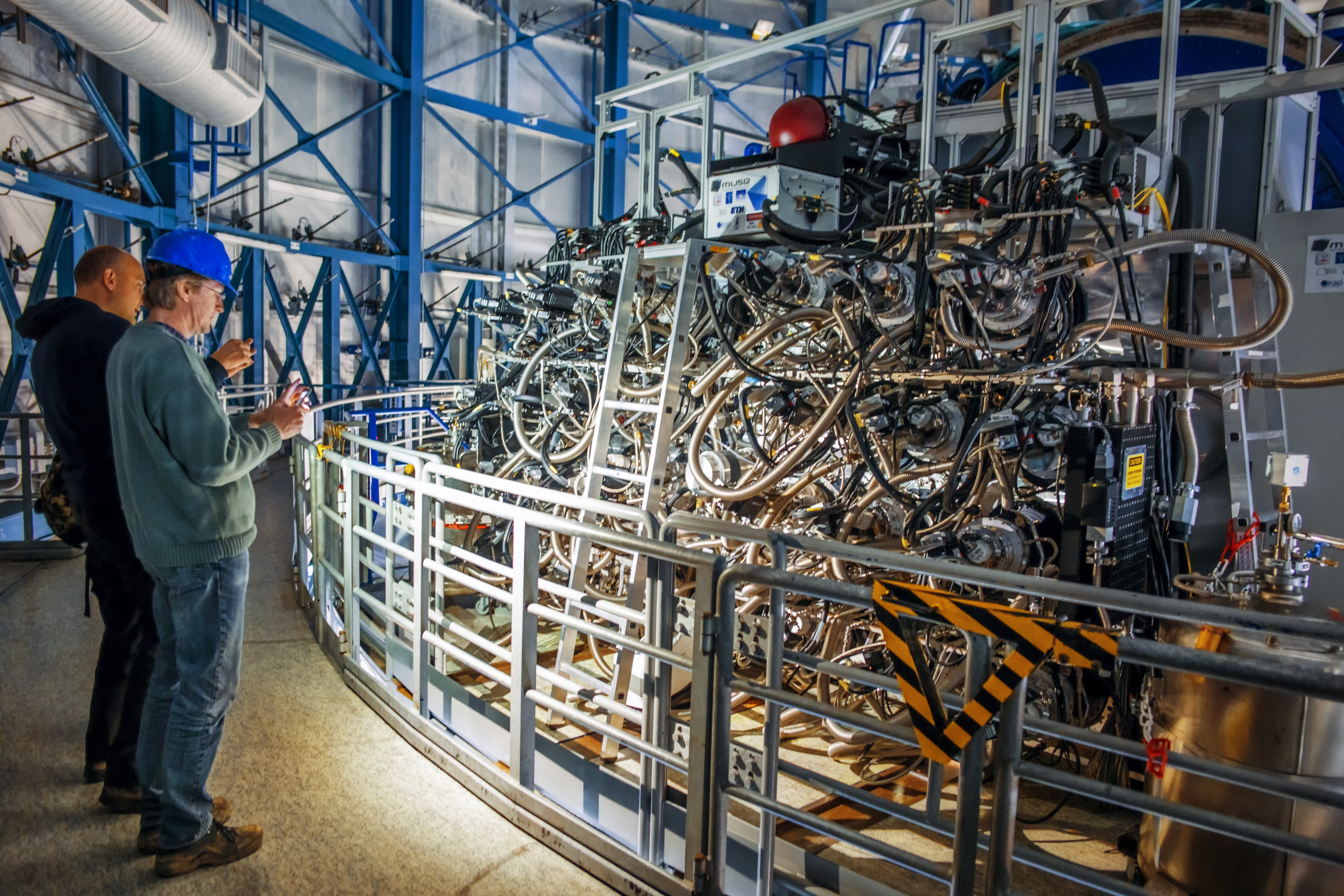
MUSE installiert auf UT4 des VLT

Das Centre de recherche astrophysique de Lyon (CRAL) wurde 1995 gegründet, was den Aktivitäten des Observatoriums neue Impulse gab. Das CRAL ist das Ergebnis der Zusammenführung der Aktivitäten des Observatoriums, der Astrophysikgruppe der École normale supérieure de Lyon (ENS Lyon) und eines Pariser Teams, das sich auf hohe Winkelauflösung spezialisiert hat. Diese Gemischte Forschungseinheit (UMR 5574, unité mixte de recherche) steht unter der Aufsicht der Universität Claude-Bernard-Lyon-I, des Nationalen Zentrums für wissenschaftliche Forschung und der ENS Lyon. Es ist auch Teil der COMUE-Universität Lyon.
Da die Bedingungen in Saint-Genis-Laval für astronomische Beobachtungen zu Forschungszwecken zu schlecht geworden waren, spezialisierte sich das CRAL auf Grundlagenforschung und auf den Bereich der Instrumentierung, worin es sich einen internationalen Ruf erwarb. Die Beobachtungen werden nun im Rahmen von Missionen in Observatorien gemacht und in Saint-Genis-Laval analysiert.
Von 2004 bis 2014 leitete CRAL den Bau des MUSE-Spektrometers, mit dem das Very Large Telescope der Europäischen Südsternwarte in Chile ausgestattet ist. Es beteiligt sich außerdem am Design der NIRSpec- und HARMONI-Instrumente sowie an Arbeiten zur adaptiven Optik und der Entwicklung von Laserleitsternen. Abgesehen von diesen Instrumentalprojekten arbeiten Forscher an einer Vielzahl von Themen wie Braunen Zwergen, dem Ursprung des Universums, Galaxien, Infrarotbildgebung, Sternentstehung, Exoplaneten, Planetenentstehung, dunkle Materie, der Morphologie des kosmischen Mikrowellenhintergrunds und beobachtende Kosmologie usw.
Im Jahr 2013 schloss sich das Labor für Geologie von Lyon: Erde, Planeten, Umwelt (LGL-TPE) dem CRAL im Lyon-Observatorium der OSU (Observatoire des sciences de l'univers) an und teilt seitdem mit ihm eine Unterstützungs- und Forschungseinheit, COMET. Das LGL-TPE interessiert sich für zahlreiche Forschungsthemen, darunter die Planetendynamik, die Lithosphäre, die Erscheinung des Lebens auf der Erde und Paläoumgebungen. Es nimmt auch an Weltraummissionen wie dem ExoMars-Programm der Europäischen Weltraumorganisation teil und eines seiner Teams entdeckte Oxia Planum, den Landeplatz seines Rovers.

## Liste der Direktoren und bekannten Persönlichkeiten
| Beginn | Ende      | Name                         | Arbeiten |
| ------ | --------- | ---------------------------- | --- |
| 1878   | 1912      | Charles Louis François André | Gründer des Observatoriums Lalande-Preis der Académie des sciences (1874) Prix Trémont der Académie des sciences (1876) Inhaber des Lehrstuhls für physikalische Astronomie der Universität Lyon I (1877) Ehrenmitglied der Société française de photographie (1877) Emeritiertes Mitglied von Académie des sciences, belles-lettres et arts de Lyon (1878) Mitglied der Anthropologischen Gesellschaft von Lyon (1881) Korrespondent des Bureau des Longitudes (1889) Mitglied der Geografischen Gesellschaft Lyon (1892) Prix Valz der Académie des sciences (1901) Korrespondent der Académie des sciences (1902) Korrespondierendes Mitglied der Académie de Vaucluse (1903) Offizier der Ehrenlegion (1906) |
| 1912   | 1933      | Jean Mascart                 | Gründungsmitglied der Französischen Vereinigung der Beobachter veränderlicher Sterne Inhaber des Lehrstuhls für Astronomie an der Naturwissenschaftlichen Fakultät |
| 1933   | 1966      | Jean Dufay                   | Vizepräsident der Société astronomique de France Mitglied im Rat der Société française de physique Mitglied der Königlichen Gesellschaft der Wissenschaften Lüttich Camille-Flammarion-Preis der Französischen Astronomischen Gesellschaft (1932) Prix Valz der Académie des sciences (1932) Direktor des Observatoire de Haute-Provence (1936–1965) Mitglied der Académie des sciences, belles-lettres et arts de Lyon (1946) Korrespondent des Bureau des Longitudes (1946) Mitarbeiter der Royal Astronomical Society (1954) Inhaber eines Lehrstuhls für Astronomie an der Fakultät für Naturwissenschaften in Lyon (1955) Dorothea-Klumpke – Isaac Roberts-Preis von der Société astronomique de France (1958) Kommandant im Ordre des Palmes Académiques (1958) Offizier der Ehrenlegion (1960) Korrespondent (1961), damals nicht ansässiges Mitglied (1963) der Académie des sciences Jules-Janssen-Preis der Société astronomique de France (1963) |
| 1966   | 1976      | Joseph-Henri Bigay           | Forschungsprofessor am CNRS (1953) |
| 1976   | 1986      | Guy Monnet                   | Astronom des Korps der Astronomen und Physiker Direktor des Observatoire de Marseille (1971–1976) Direktor des Canada-France-Hawaii Telescope (1987–1993) Emeritiertes Mitglieder der Académie des sciences, belles-lettres et arts de Lyon (1978) Preis Kodak-Pathé-Landucci der Académie des sciences (1993) Verantwortlich für die Instrumentierung am Europäische Südsternwarte (1995–2007) Wissenschaftlicher Leiter des Projekts Extremely Large Telescope (2007–2009) Direktor des Instrumentierungsteams des Australian Astronomical Observatory (2010–2011) Tycho-Brahe-Preis der Europäischen Astronomischen Gesellschaft (2019) |
| 1986   | 1995      | Jean-Claude Ribes            | Präsident der Société astronomique de France (1993–1997) Mitglied der New York Academy of Sciences |
| 1995   | 2005      | Roland Bacon                 | Forschungsdirektor am CNRS Direktor des Zentrums für Astrophysikalische Forschung von Lyon (1995–2005) Group Achievement Award der Royal Astronomical Society mit dem SAURON-Team (2013) Preis Deslandres der Académie des sciences (2017) Manne Siegbahn-Medaille der Nobelstiftung (2018) Jackson-Gwilt-Medaille der Royal Astronomical Society (2020) |
| 2005   | 2015      | Bruno Guiderdoni             | Forschungsdirektor am CNRS Projektmanager am Institut national des sciences de l'univers (2017-) Direktor des Zentrums für Astrophysikalische Forschung von Lyon (2005–2015) |
| 2015   | 2022      | Isabelle Daniel              | Professor an der Universität Lyon I |
| 2022   | in Dienst | Bruno Guiderdoni             | |

Andere wissenschaftliche Persönlichkeiten wie Studenten oder Forscher am Lyon-Observatorium:
- Émile Marchand (1852–1914), Student am Observatorium, dann Direktor des Observatoriums Pic du Midi.
- François Gonnessiat (1856–1934), Astronom in Lyon, dann Direktor der Observatorien von Quito und Algier, 1889 Lalande-Preis.
- Georges Le Cadet (1864–1933), Assistenzastronom in Lyon, dann Direktor des Observatoire Central d'Indochine.
- Michel Luizet (1866–1918), Assistenzastronom, großer französischer Spezialist für veränderliche Sterne.
- Joanny-Philippe Lagrula (1870–1950), Astronom in Lyon, dann nach Gonnessiat Direktor des Observatoriums in Quito.
- Charles Gallissot (1882–1956), Astronom in Lyon von 1906 bis 1924, dann am Marseille-Observatorium und erster Direktor des Observatoire de Lille im Jahr 1934.
- Marie Bloch (1902–1979), 1960 Lalande-Preis.
- Henri Andrillat (1925–2009), Assistenzastronom in Lyon, dann Professor an der Faculté des sciences de Montpellier.
- Agop Terzan (1927–2020), Astronom in Lyon von 1967 bis 1998, Entdecker mehrerer tausend Himmelsobjekte.
- Francis Albarède (1947-), Professor an der École normale supérieure de Lyon und Geochemiker am LGL-TPE, Médaille d'argent du CNRS im Jahr 1988.
- Hélène Courtois (1970-), Professorin an der UCBL, Astrophysikerin am CRAL, dann am IP2I, Mitentdeckerin von Laniakea.
- Léa Bello (1987-), wissenschaftliche Videofilmerin, ehemalige Doktorandin am Observatorium.
- Janne Blichert-Toft, Forschungsdirektorin am CNRS und Geochemikerin am LGL-TPE, CNRS-Silbermedaille 2012.
- Gilles Chabrier, Forschungsdirektor am CNRS, Silbermedaille des CNRS im Jahr 2006 und Goldmedaille der Royal Astronomical Society im Jahr 2024.

## Wissenschaftliche Aktivitäten und instrumentelle Projekte

### Forschungsgebiete des CRAL-Forschungsteams
- Grundlagenphysik, statistische Physik, theoretische Kosmologie.
- Entstehung und Entwicklung von Galaxien, Beobachtende Astronomie.
- Struktur und Entstehung von Sternen und Planeten.
- Astronomische Datenverarbeitung, Datenwissenschaft, Signalverarbeitung.
- F&E für sehr hochdynamische Bildgebung.

### CRAL-Instrumentalprojekte
- 1997: OASIS (Optically Adaptive System for Imaging Spectroscopy), Spektrograf, der auf dem gleichen Konzept wie TIGRE basiert, der erste 3D-Spektrograph, der 1987 vom Lyon-Observatorium und dem Marseille-Observatorium hergestellt wurde. OASIS ist gekoppelt mit einer adaptiven Optik um atmosphärische Schwankungen zu korrigieren. Es wurde zunächst am Canada-France-Hawaii Telescope installiert, bevor es zum William-Herschel-Teleskop auf den Kanaren verlegt wurde.[25][26]
- 1999: SAURON (Spectrographic Areal Unit for Research on Optical Nebulæ), 3D-Spektrograph zur Untersuchung der Dynamik naher Galaxien, hergestellt in Zusammenarbeit mit dem Leiden-Observatorium und der University of Oxford. Das William-Herschel-Teleskop ist damit ausgerüstet. Zuvor wurde es vorübergehend im Musée des Confluences in Lyon ausgestellt.[25][26]
- 2004: SNIFS (SuperNova Integral Field Spectrograph), 3D-Spektrograph, spezialisiert auf die Beobachtung und Überwachung von Typ-1a-Supernovae und die Untersuchung der Expansion des Universums. Es ist am 2,2-Meter-Teleskop der Universität von Hawaii installiert.[26]
- 2014: MUSE (Multi Unit Spectroscopic Explorer), integrierter Feldspektrograph, installiert am Very Large Telescope am Paranal in Chile der Europäischen Südsternwarte. Der Entwurf wurde von CRAL geleitet und sechs weitere Labore waren von 2004 bis 2014 ebenfalls an seiner Entwicklung beteiligt.[26][47]
- 2018: NIRSpec (Near-Infrared Spectrograph), ein im nahen Infrarot arbeitender Multiobjekt- und 3D-Spektrograph, der im James-Webb-Weltraumteleskop installiert ist. CRAL produzierte seine Leistungssimulationssoftware[47] und stellte die Verbindung zwischen den Laboren und dem für die Herstellung des Instruments verantwortlichen Industrieunternehmen EADS Astrium her.[26]
- 2021: 4MOST (4-Meter Multi-Object Spectroscopic Telescope), Multiobjekt-Glasfaserspektrograph mit sehr weitem Feld, vorgesehen für das VISTA-Teleskop der Europäischen Südsternwarte im Paranal in Chile. CRAL produziert die beiden Spektrographen mit mittlerer spektraler Auflösung.[47]
- 2024: HARMONI (High Angular Resolution Monolithic Optical and Near-Infrared Integral Field Spectrograph), 3D-Einzelobjekt-Feldintegralspektrograph, der im sichtbaren und nahen Infrarot arbeitet und an zwei adaptive Optiksysteme gekoppelt ist. Es wird eines der ersten Instrumente des zukünftigen Extremely Large Telescope sein und soll die Entstehung von Galaxien und Exoplaneten untersuchen. CRAL produziert die Feldschneidemodule und die Relaisoptik.[47]
- 2030: BLueMUSE (Blue Multi Unit Spectroscopic Explorer), integraler Feldspektrograph in Entwicklung für das Very Large Telescope am Paranal in Chile der Europäischen Südsternwarte.[48]

### LGL-TPE-Forschungsthemen
- Erde und Planeten: Ursprung der Erde und der Planeten, Planetengeologie, Geodynamik, globale Seismologie, Planetenoberfläche, Mineralogie.
- Oberfläche und Lithosphäre: Bildung und Entwicklung von Reliefs, Sedimentflüsse und -aufzeichnungen, technische Kontrolle von Erosion und Sedimentation.
- Biosignatur und primitives Leben: Präbiotische Umgebungen, Erkennung und Charakterisierung der ersten Lebensspuren, Dynamik der ersten tierischen Biodiversifikationen, Isotopenstoffwechsel lebenswichtiger Metalle, Anpassung von Mikroorganismen, biogeochemische Funktionsweise extrem primitiver aquatischer Umgebungen.
- Paläoumwelt und Paläobiodiversität: Wechselwirkungen zwischen Umwelt und Biosphäre, Einfluss der Temperatur auf die Geschichte des Lebens, Funktionsweise der Ozeane, geochemische Kreisläufe.

### LEDA-Datenbank
Die Lyon-Meudon Extragalactic Database (LEDA) ist eine Datenbank und eine Reihe von Werkzeugen zur Untersuchung von Galaxien und Kosmologie. Dieses Projekt begann im Jahr 1983 und ist das Ergebnis einer Zusammenarbeit zwischen dem Lyon-Observatorium und dem Special Astrophysics Observatory in Russland. Im Jahr 2017 enthielt die Datenbank mehr als fünf Millionen Objekte. Aus der LEDA wurde im Jahr 2000 nach der Fusion mit der HyperCAT die HyperLEDA.

## Hauptinstrumente

### Coudé-Refraktor
Das von Maurice Loewy entworfene und 1887 in Betrieb genommene Coudé-Refraktor des Lyon-Observatoriums ist eines von sieben weltweit gebauten Teleskopen und das letzte, das sich noch im Originalzustand befindet. Dieses Modell bot insbesondere bessere Beobachtungsbedingungen (das Okular war fest montiert, Beobachtungen erfolgten aus dem Inneren eines Gebäudes) und eine bessere Stabilität (mit einem Stützpunkt in der Mitte des Tubus). Leider wurden diese Vorteile durch optische Nachteile (schwierigere Ausrichtung) und große mechanische Komplexität aufgewogen. Der Coudé-Refraktor des Observatoriums ermöglichte jedoch mehr als 50 Jahre lang zahlreiche Messungen, insbesondere an Planetenoberflächen, Doppelsternen und Sonnenflecken (das Bild wurde dann auf eine weiße Oberfläche projiziert).
Technische Eigenschaften: 350-mm-Objektiv (Blende bei 320 mm), Achromat, Brennweite 7,8 m, Gewichtsmotor.

### 1-Meter-Teleskop
Dieses für photometrische Studien bestimmte Ritchey-Chrétien-Teleskop wurde 1974 dank einer Stiftung des Rhône-Départementrates finanziert und von Chantiers de l’Atlantique die Tragstruktur, vom Marceille-Observatorium der optische Teil und von dem Lyon-Observatorium die kinematischen und elektronischen Teile gebaut. Bereits in den 1970er Jahren war die Lichtverschmutzung am Standort Saint-Genis-Laval so groß, dass selbst mit einem Teleskop dieser Größe keine guten Beobachtungen möglich waren. Von 1976 bis 1983 wurde das Teleskop zum Gornergrat-Observatorium in der Schweiz verlegt. Wenn der Standort auch vielversprechend erscheint, sind die Beobachtungen aufgrund der Feuchtigkeit und der atmosphärischen Störungen aufgrund von Hotelaktivitäten, die erhebliche Wärmequellen erzeugen, sehr schlecht. Das Teleskop wurde daher nach Saint-Genis-Laval zurückgebracht, wo es eine Zeit lang zum Testen der vom Observatorium entwickelten Photometer wie des OASIS-Spektrographen verwendet wurde. Heute dient es vor allem der Lehre und Wissensvermittlung an die breite Öffentlichkeit.
Technische Eigenschaften: Cassegrain-Teleskop (Ritchey-Chrétien-Modell); 1 Meter Hauptspiegel; Brennweite von 8 Metern; Gabelmontage.

### Großes Meridianteleskop
Das große Meridianteleskop wurde von Wilhem Eichens entworfen und 1880 vom Mäzen Raphaël Bischoffsheim gestiftet. Dieses Instrument wurde verwendet, um den Zeitdienst für die Stadt Lyon sicherzustellen, Himmelskarten zu erstellen und die Position der Pole zu bestimmen. Seit 2007 steht es unter Denkmalschutz und wird im Rahmen der permanenten Origins-Tour des Musée des Confluences ausgestellt.
Technische Eigenschaften: Brennweite von 2 m mit Blende von 15 cm.

### Andere Ausrüstung
- 6 cm Durchgangsmeridian-Teleskop (Rigaud – 1880)[4]
- 16 cm Äquatorialteleskop (Émile Brunner – 1882)[4]
- Siderostat mit 32 cm Teleskop (1908)
- 16 cm Äquatorialteleskop (Eichens)
- 60 cm Teleskop

Zusätzlich zu diesen Instrumenten verfügt die Sternwarte über eine 130 m lange unterirdische Galerie aus dem Jahr 1882. Diese gewölbte Galerie ermöglichte die Durchführung optischer Experimente zur Beugung.

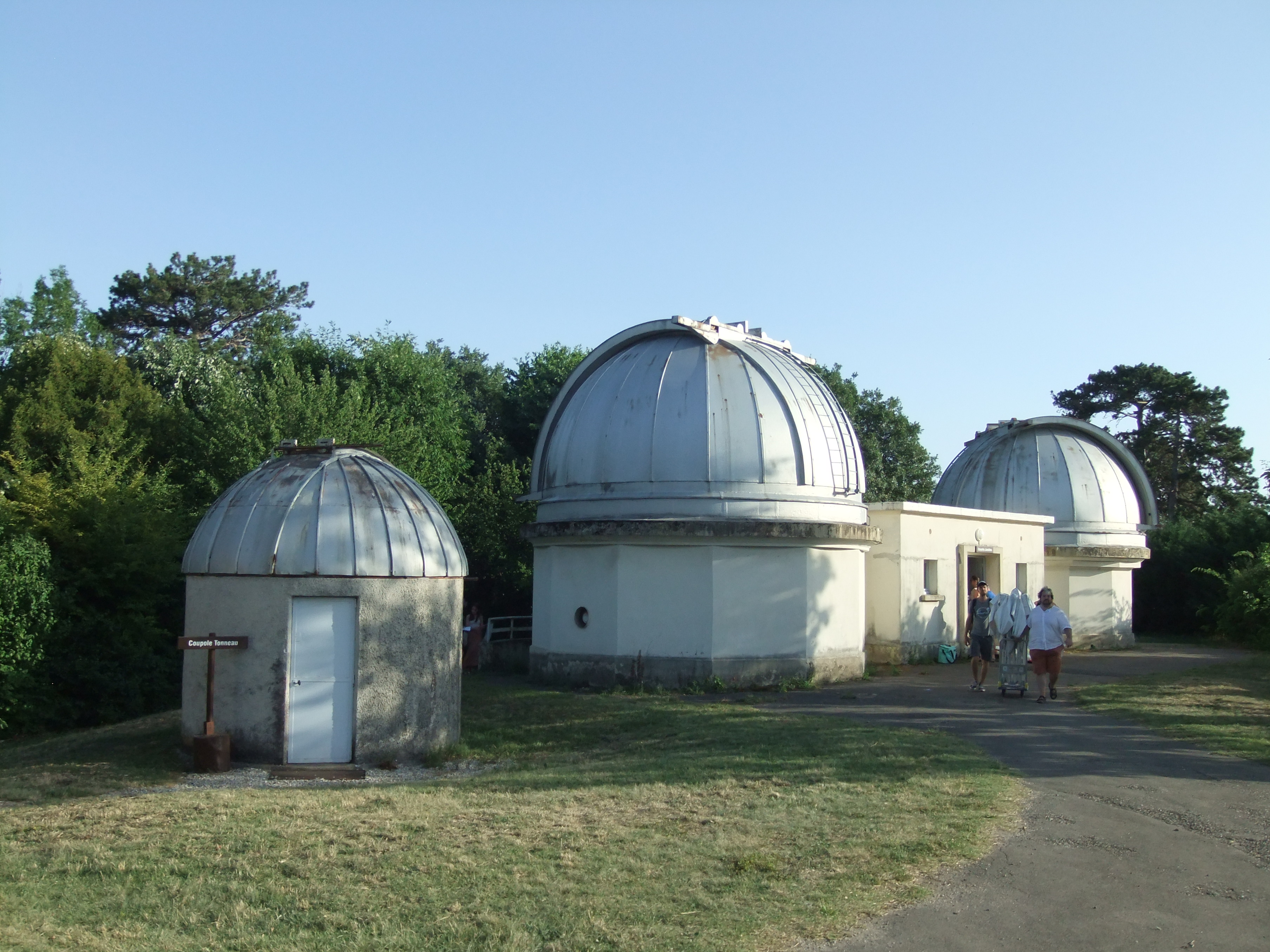
Doppelkuppeln, in denen die 1-m- und 60-cm-Teleskope untergebracht sind.
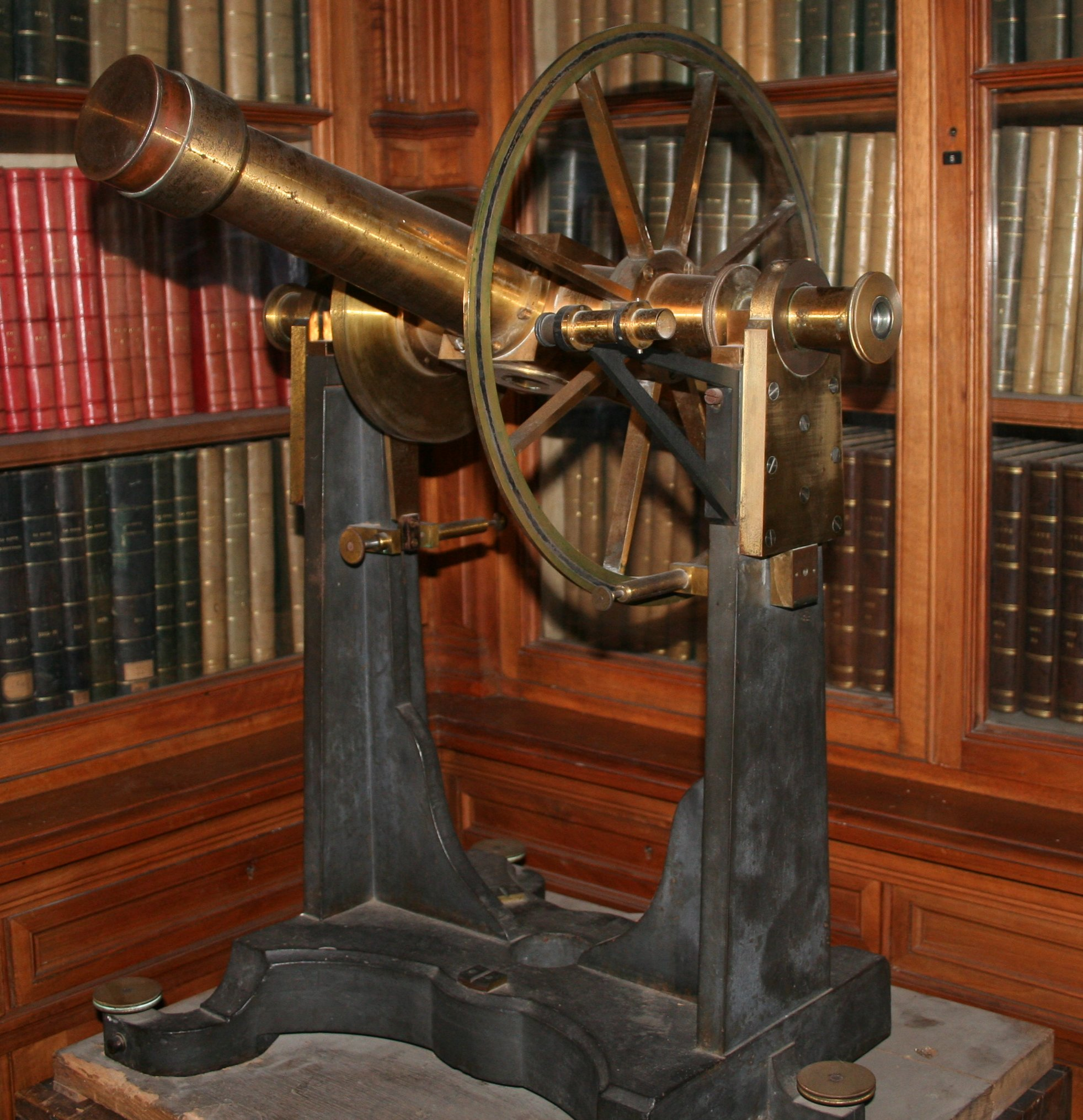
Kleines Meridianteleskop
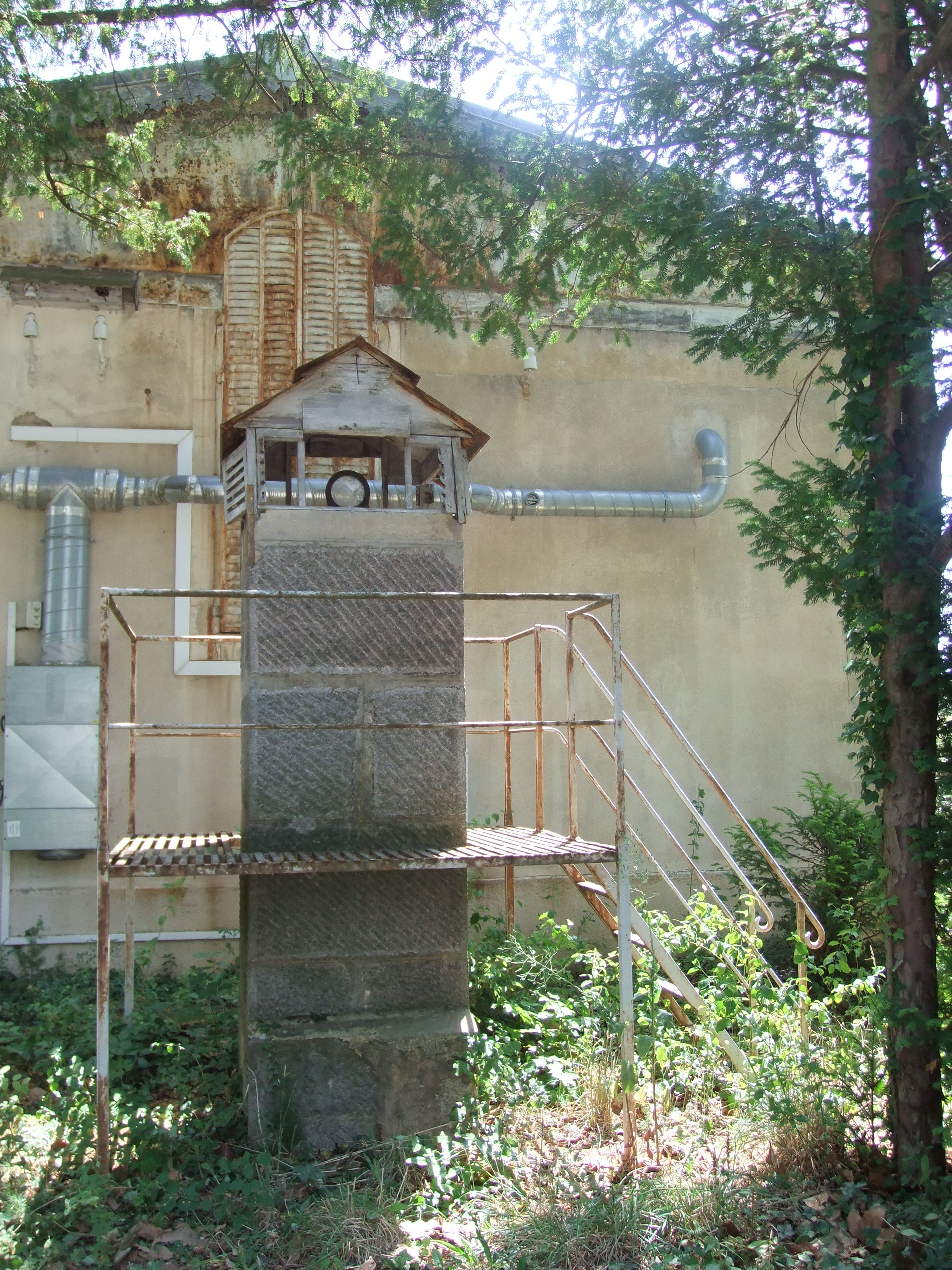
Ausrichtungsstift des Meridianteleskops
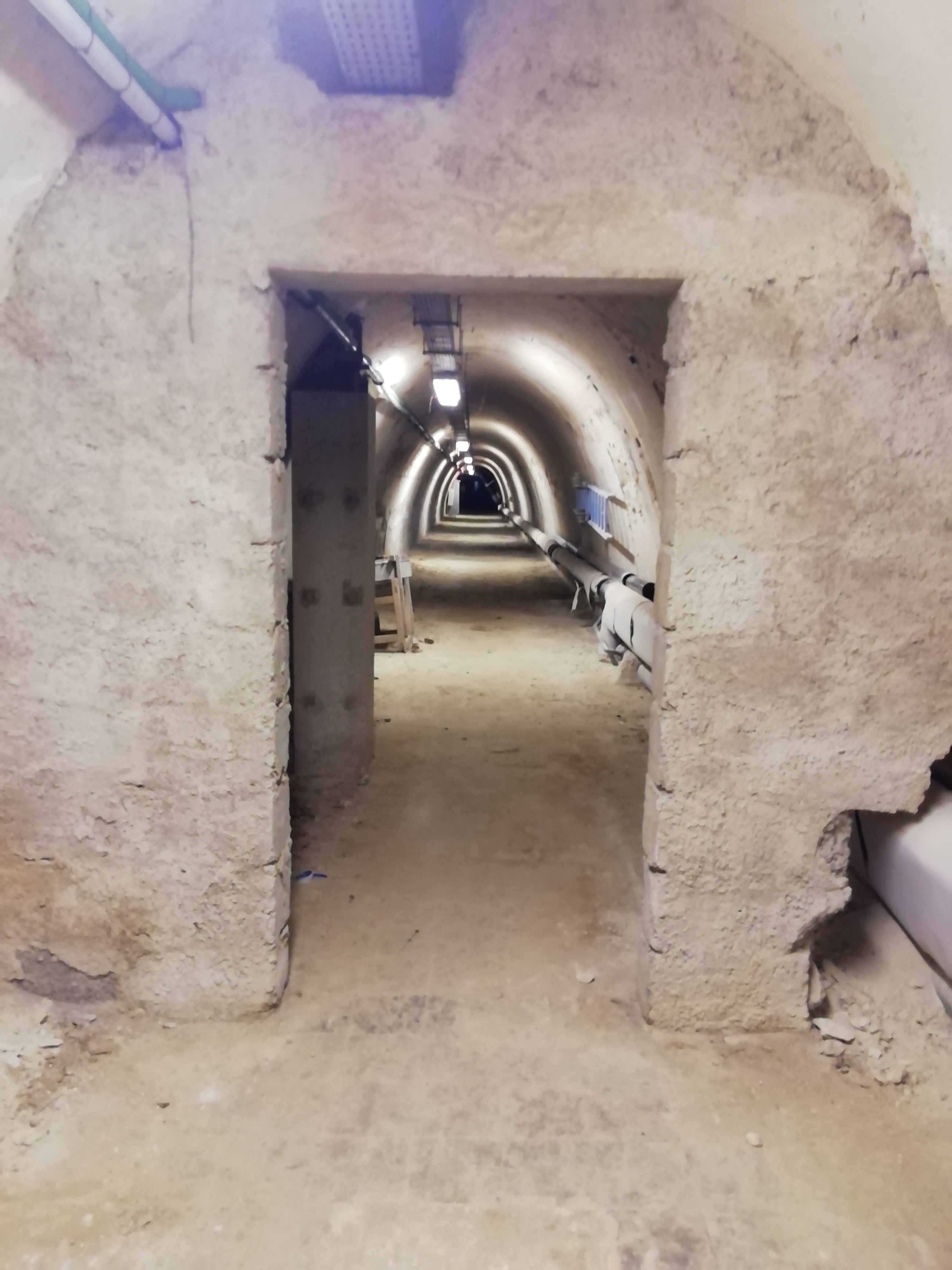
Die unterirdische Galerie optischer Experimente

## In Fiktion und Medien
- Die fiktive Jugendliteratur La Minute qui n'existe pas (2006) und Le Grenier des étoiles (2009) von Maryvonne Rippert finden im Lyon-Observatorium statt.
- Die Räumlichkeiten des Observatoriums sind in zwei kurzen Dokumentarfilmen zu sehen: From Ptolemy to Neutrinos, koproduziert von Cap Canal (2012) und MUSE, die Zeitmaschine, koproduziert vom CNRS (2017).